# Hoa hậu Thế giới 2018
Hoa hậu Thế giới 2018 là cuộc thi Hoa hậu Thế giới lần thứ 68 được tổ chức tại Nhà hát Vương miện sắc đẹp, Tam Á, Trung Quốc vào ngày 8 tháng 12 năm 2018. Hoa hậu Thế giới 2017 - Manushi Chhillar đến từ Ấn Độ đã trao lại vương miện cho người kế nhiệm, cô Vanessa Ponce đến từ Mexico

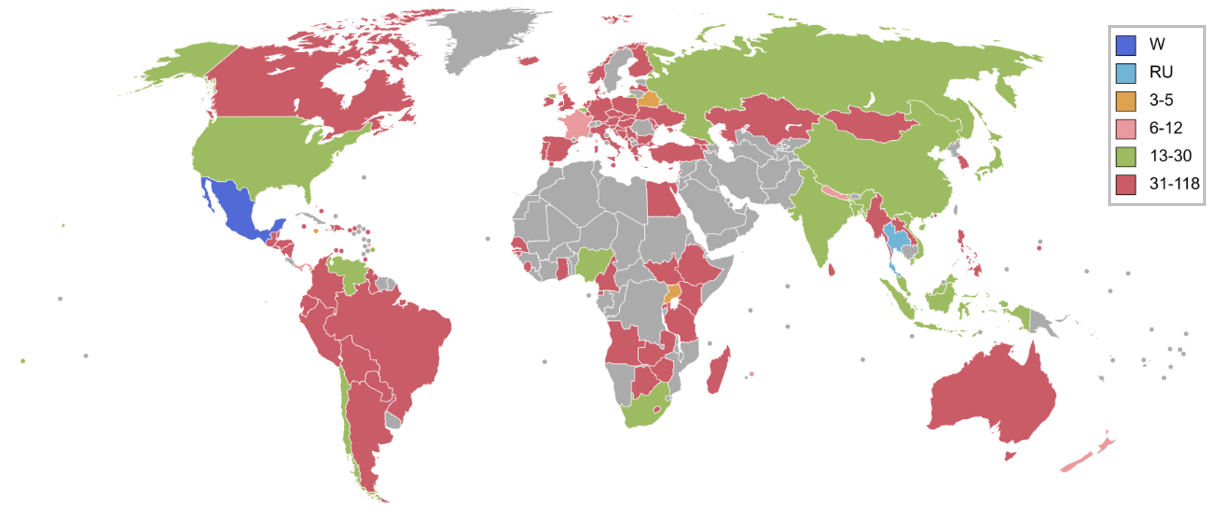
Các quốc gia và vùng lãnh thổ tham gia Hoa hậu Thế giới 2018 và kết quả.

## Kết quả

### Thứ hạng
| Kết quả               | Thí sinh |
| --------------------- | --- |
| Hoa hậu Thế giới 2018 | - Mexico – Vanessa Ponce |
| Á hậu                 | - Thái Lan – Nicolene Limsnukan |
| Top 5                 | - Belarus – Maria Vasilevich - Jamaica – Kadijah Robinson - Uganda – Quiin Abenakyo |
| Top 12                | - Pháp – Maëva Coucke - Martinique – Larissa Segarel - Mauritius – Murielle Ravina - Nepal – Shrinkhala Khatiwada - New Zealand – Jessica Tyson - Panama – Solaris Barba - Scotland – Linzi McLelland |
| Top 30                | - Bangladesh – Jannatul Ferdous - Barbados – Ashley Lashley - Bỉ – Angeline Flor Pua - Chile – Anahi Hormazabal - Trung Quốc – Mao Peirui - Quần đảo Cook – Reihana Koteka-Wiki - Ấn Độ – Anukreethy Vas - Indonesia – Alya Nurshabrina - Nhật Bản – Kanako Date - Malaysia – Larissa Ping - Nigeria – Anita Ukah - Bắc Ireland – Katharine Walker - Nga – Natalya Stroeva - Singapore – Vanessa Peh - Nam Phi – Thulisa Keyi - Hoa Kỳ – Marisa Butler - Venezuela – Mariam Havach - Việt Nam – Trần Tiểu Vy |

### Các nữ hoàng sắc đẹp khu vực
| Khu vực        | Thí sinh                        |
| -------------- | ------------------------------- |
| Châu Phi       | - Uganda – Quiin Abenakyo       |
| Châu Mỹ        | - Panama – Solaris Barba        |
| Châu Á         | - Thái Lan – Nicolene Limsnukan |
| Caribbean      | - Jamaica – Kadijah Robinson    |
| Châu Âu        | - Belarus – Maria Vasilevich    |
| Châu Đại Dương | - New Zealand – Jessica Tyson   |

## Các phần thi

### Head to Head Challenge

#### Vòng 1
- Thí sinh vào Vòng 2

| Nhóm | Quốc gia 1            | Quốc gia 2         | Quốc gia 3            | Quốc gia 4  | Quốc gia 5         | Quốc gia 6  |
| ---- | --------------------- | ------------------ | --------------------- | ----------- | ------------------ | ----------- |
| 1    | Úc                    | Cộng hòa Séc       | Ethiopia              | Ghana       | Mauritius          | Perú        |
| 2    | Barbados              | Quần đảo Cayman    | Pháp                  | Đức         | Gruzia             | Paraguay    |
| 3    | Phần Lan              | Latvia             | Sierra Leone          | Nam Phi     | Venezuela          | Wales       |
| 4    | Guinea Xích Đạo       | Guyana             | Iceland               | Na Uy       | Philippines        | Sénégal     |
| 5    | Canada                | Cộng hòa Dominican | Gibraltar             | Jamaica     | Nigeria            | Scotland    |
| 6    | Bangladesh            | Brazil             | Quần đảo Virgin (Anh) | Trung Quốc  | Đan Mạch           | Ireland     |
| 7    | Bahamas               | Botswana           | Chile                 | Nhật Bản    | Hàn Quốc           | Zimbabwe    |
| 8    | Bolivia               | Cameroon           | Quần đảo Cook         | Lebanon     | Slovakia           | Hoa Kỳ      |
| 9    | Albania               | Anh                | Indonesia             | Kazakhstan  | Malaysia           | Rwanda      |
| 10   | Síp                   | Guadeloupe         | Lesotho               | Nicaragua   | Serbia             | Slovenia    |
| 11   | Armenia               | Belize             | Guatemala             | Ý           | Myanmar            | New Zealand |
| 12   | Ai Cập                | Ấn Độ              | Montenegro            | Panama      | Nam Sudan          | Việt Nam    |
| 13   | Bosnia và Herzegovina | Guam               | Luxembourg            | Moldova     | Nepal              | —           |
| 14   | Belarus               | Curaçao            | Martinique            | Hà Lan      | Puerto Rico        | Singapore   |
| 15   | Áo                    | Hy Lạp             | Hungary               | Mông Cổ     | Thái Lan           | Ukraina     |
| 16   | Bỉ                    | Bulgaria           | Colombia              | Lào         | Bồ Đào Nha         | Zambia      |
| 17   | Aruba                 | Malta              | México                | Bắc Ireland | Nga                | Tây Ban Nha |
| 18   | Croatia               | Haiti              | Sri Lanka             | Tanzania    | Trinidad và Tobago | Thổ Nhĩ Kỳ  |
| 19   | Argentina             | Ecuador            | El Salvador           | Kenya       | Madagascar         | Ba Lan      |
| 20   | Angola                | Guiné-Bissau       | Honduras              | Hồng Kông   | Uganda             | —           |

#### Vòng 2
- Thí sinh vào Top 30 khi chiến thắng phần thi Head to Head Challenge

| Nhóm | Quốc gia 1 | Quốc gia 2         |
| ---- | ---------- | ------------------ |
| 1    | Mauritius  | Pháp               |
| 2    | Venezuela  | Philippines        |
| 3    | Nigeria    | Bangladesh         |
| 4    | Chile      | Liban              |
| 5    | Malaysia   | Guadeloupe         |
| 6    | Myanmar    | Ấn Độ              |
| 7    | Nepal      | Singapore          |
| 8    | Thái Lan   | Bulgaria           |
| 9    | México     | Trinidad và Tobago |
| 10   | Argentina  | Uganda             |

### Top Model
Thí sinh chiến thắng phần thi Top Model sẽ được tiến thẳng vào Top 30.
| Kết quả     | Thí sinh |
| ----------- | --- |
| Chiến thắng | - Pháp – Maëva Coucke |
| Giải nhì    | - Trung Quốc – Mao Bồi Nhị |
| Giải ba     | - Sénégal – Aissatou Filly |
| Giải bốn    | - Hàn Quốc – Bo Ah Cho |
| Giải năm    | - Nam Phi – Thulisa Keyi |
| Top 32      | - Úc – Taylah Cannon - Barbados – Ashley Lashley - Belarus – Maria Vasilevich - Bỉ – Angeline Flor Pua - Brazil – Jéssica Carvalho - Guadeloupe – Anahi Hormazabal - Croatia – Ivana Mudnić Dujmina - Đức – Christine Keller - Malaysia – Maria Lepida - Thổ Nhĩ Kỳ – Morgane Thérésiné - Mexico – Nunzia Amato - Sri Lanka – Kanako Date - Nepal – Larissa Ping Liew - Nigeria – Vanessa Ponce - Serbia – Shrinkhala Khatiwada - Ba Lan – Jessica Tyson - Malaysia – Anita Ukah - Nga – Solaris Barba - Ý – Katarina Rodriguez - New Zealand – Agata Biernat - Hy Lạp – Natalya Stroeva - Chile – Ivana Trišić - Panama – Amaia Izar - Philippines – Nadia Gyi - Thái Lan – Nicolene Pichapa Limsnukan - Nhật Bản – Sevval Sahin - Việt Nam – Trần Tiểu Vy |

### Talent
Thí sinh chiến thắng phần thi Talent sẽ được tiến thẳng vào Top 30.
| Kết quả     | Thí sinh |
| ----------- | --- |
| Chiến thắng | - Nhật Bản – Kanako Date |
| Giải nhì    | - Trung Quốc – Mao Bồi Nhị |
| Giải ba     | - Canada – Hanna Begovic |
| Giải bốn    | - Ba Lan – Agata Biernat |
| Giải năm    | - Malaysia – Larissa Ping Liew |
| Top 18      | - Bulgaria – Kalina Miteva - Quần đảo Cook – Reihana Koteka-Wiki - Guyana – Ambika Ramraj - Haiti – Stephie Morency - Ấn Độ – Anukreethy Vas - Indonesia – Alya Nurshabrina - Nicaragua – Yoselin Reyes - Panama – Solaris Barba - Paraguay – Maquenna Gaiarín - Puerto Rico – Dayanara Martinez - Tây Ban Nha – Amaia Izar - Thái Lan – Nicolene Pichapa Limsnukan - Hoa Kỳ – Marisa Butler |

### Sports
Thí sinh chiến thắng phần thi Sports sẽ được tiến thẳng vào Top 30.
| Kết quả          | Thí sinh |
| ---------------- | --- |
| Chiến thắng      | - Hoa Kỳ – Marisa Butler |
| Giải nhì         | - Bolivia – Vanessa Vargas |
| Giải ba          | - Hà Lan – Leonie Hesselink |
| Nhóm chiến thắng | - Belarus – Maria Vasilevich - Bolivia – Vanessa Vargas - Canada – Hanna Begovic - Quần đảo Cayman – Kelsie Woodman Bodden - Dominican Republic – Denise Romero - Ireland – Aoife O'Sullivan |

| Phần thi           | Thí sinh                             |
| ------------------ | ------------------------------------ |
| Nhảy xa            | - Bolivia – Vanessa Vargas           |
| Điền kinh (60 mét) | - Hà Lan – Leonie Hesselink          |
| Bơi lội            | - New Zealand – Jessica Daniel Tyson |

| Nhóm (Top 18) | Thí sinh |
| ------------- | --- |
| Nhóm Xanh lá  | - New Zealand – Jessica Daniel Tyson - Bắc Ireland – Katharine Walker - Panama – Solaris Barba - Scotland – Linzi McLelland - Slovenia – Lara Kalanj - Hoa Kỳ – Marisa Butler                |
| Nhóm Đỏ       | - Belarus – Maria Vasilevich - Bolivia – Vanessa Vargas - Canada – Hanna Begovic - Quần đảo Cayman – Kelsie Woodman Bodden - Dominican Republic – Denise Romero - Ireland – Aoife O'Sullivan |
| Nhóm Vàng     | - Ecuador – Nicol Ocles - Hungary – Andrea Szarvas - Kazakhstan – Ekaterina Dvoretskaya - Latvia – Daniela Gods-Romanovska - Hà Lan – Leonie Hesselink - Ba Lan – Agata Biernat              |

### Multimedia
Thí sinh chiến thắng phần thi Multimedia sẽ được tiến thẳng vào Top 30.
| Kết quả     | Thí sinh |
| ----------- | --- |
| Chiến thắng | - Nepal – Shrinkhala Khatiwada |
| Giải nhì    | - Mexico – Vanessa Ponce |
| Giải ba     | - Kenya – Finali Galaiya |
| Top 5       | - Pháp – Maëva Coucke - Indonesia – Alya Nurshabrina |
| Top 10      | - Ấn Độ – Anukreethy Vas - Malaysia – Larissa Ping Liew - Mông Cổ – Erdenebaatar Enkhriimaa - Thái Lan – Nicolene Pichapa Limsnukan - Venezuela – Veruska Ljubisavljević |

### Beauty With A Purpose
Thí sinh chiến thắng và Top 5 phần thi Beauty With A Purpose sẽ được tiến thẳng vào Top 30.
| Kết quả     | Thí sinh |
| ----------- | --- |
| Chiến thắng | - Nepal – Shrinkhala Khatiwada |
| Top 5       | - Indonesia – Alya Nurshabrina - Mexico – Vanessa Ponce - New Zealand – Jessica Tyson - Việt Nam – Trần Tiểu Vy |
| Top 12      | - Chile – Anahi Hormazabal - Jamaica – Kadijah Robinson - Kenya – Finali Galaiya - Liban – Mira Al Toufaily - Malaysia – Larissa Ping Liew - Panama – Solaris Barba - Trinidad và Tobago – Ysabel Bisnath |
| Top 25      | - Barbados – Ashley Lashley - Brazil – Jéssica Carvalho - Trung Quốc – Mao Bồi Nhị - Quần đảo Cook – Reihana Koteka-Wiki - Guyana – Ambika Ramraj - Ý – Nunzia Amato - Nhật Bản – Kanako Date - Mông Cổ – Erdenebaatar Enkhriimaa - Myanmar – Han Thi - Nga – Natalya Stroeva - Rwanda – Liliane Iradukunda - Scotland – Linzi McLelland - Singapore – Vanessa Peh |

### Global Vote
| Giải thưởng | Thí sinh                                |
| ----------- | --------------------------------------- |
| Chiến thắng | - Thái Lan - Nicolene Pichapa Limsnukan |
| Giải nhì    | - Mexico – Vanessa Ponce                |
| Giải ba     | - Uganda - Quiin Abenakyo               |

### World Fashion Designer Award
| Giải thưởng | Thí sinh                                                                                            |
| ----------- | --------------------------------------------------------------------------------------------------- |
| Chiến thắng | - Trung Quốc - Mao Peirui - Nam Phi - Thulisa Keyi                                                  |
| Top 5       | - Malaysia - Larissa Ping Liew - Portugal - Carla Rodrigues - Thái Lan - Nicolene Pichapa Limsnukan |

### Sanya Tourism Promotional Video Award
| Giải thưởng | Thí sinh                          |
| ----------- | --------------------------------- |
| Chiến thắng | - Kenya - Finali Galaiya          |
| Giải nhì    | - Trung Quốc - Mao Peirui         |
| Giải ba     | - Nepal – Shrinkhala Khatiwada    |
| Giải tư     | - Puerto Rico – Dayanara Martinez |
| Giải năm    | - Bắc Ireland – Katharine Walker  |

## Các giải thưởng đặc biệt
| Giải thưởng                           | Thí sinh |
| ------------------------------------- | --- |
| Hoa hậu Siêu mẫu                      | - Pháp - Maëva Coucke |
| Thử thách đối đầu                     | - Bangladesh - Jannatul Ferdous Oishee - Chile - Anahi Hormazabal - Ấn Độ - Anukreethy Vas - Malaysia - Larissa Ping Liew - Mauritius - Murielle Ravina - Mexico - Vanessa Ponce - Singapore - Vanessa Peh - Thái Lan - Nicolene Pichapa Limsnukan - Uganda - Quiin Abenakyo - Venezuela - Veruska Ljubisavljević |
| Hoa hậu Tài năng                      | - Nhật Bản - Kanako Date |
| Hoa hậu Thể thao                      | - Hoa Kỳ - Marisa Butler |
| Hoa hậu Truyền thông                  | - Nepal - Shrinkhala Khatiwada |
| Hoa hậu Nhân ái                       | - Nepal - Shrinkhala Khatiwada |
| Global Vote                           | - Thái Lan - Nicolene Pichapa Limsnukan |
| World Fashion Designer Award          | - Trung Quốc - Mao Peirui - Nam Phi - Thulisa Keyi |
| Sanya Tourism Promotional Video Award | - Kenya - Finali Galaiya |

## Thí sinh tham gia
Cuộc thi có tổng cộng 118 thí sinh tham gia: 
| Quốc gia/Lãnh thổ     | Thí sinh                   | Tuổi | Quê quán               |
| --------------------- | -------------------------- | ---- | ---------------------- |
| Albania               | Nikita Preka               | 22   | Lezhë                  |
| Angola                | Nelma Ferreira             | 20   | Luanda                 |
| Argentina             | Victoria Soto              | 25   | Concepción del Uruguay |
| Armenia               | Arena Zeynalyan            | 25   | Yerevan                |
| Aruba                 | Nurianne Arias             | 24   | Oranjestad             |
| Úc                    | Taylah Cannon              | 23   | Melbourne              |
| Áo                    | Izabela Ion                | 24   | Bregenz                |
| Bahamas               | Brinique Gibson            | 22   | New Providence         |
| Bangladesh            | Jannatul Ferdous Oishee    | 18   | Pirojpur               |
| Barbados              | Ashley Lashley             | 19   | Bridgetown             |
| Belarus               | Maria Vasilevich           | 21   | Minsk                  |
| Bỉ                    | Angeline Flor Pua          | 23   | Antwerp                |
| Belize                | Jalyssa Arthurs            | 18   | Santa Elena            |
| Bolivia               | Vanessa Vargas             | 22   | Cochabamba             |
| Bosna và Hercegovina  | Anđela Paleksić            | 20   | Sarajevo               |
| Botswana              | Moitshepi Elias            | 24   | Gaborone               |
| Brazil                | Jéssica Carvalho           | 22   | Parnaíba               |
| Quần đảo Virgin (Anh) | Yadali Thomas Santos       | 22   | Tortola                |
| Bulgaria              | Kalina Miteva              | 19   | Sofia                  |
| Cameroon              | Aimee Caroline Nseke       | 22   | Yaoundé                |
| Canada                | Hanna Begovic              | 19   | Toronto                |
| Quần đảo Cayman       | Kelsie Woodman Bodden      | 22   | Grand Cayman           |
| Chile                 | Anahi Hormazabal           | 19   | Santiago               |
| Trung Quốc            | Mao Bồi Nhị                | 26   | Ngân Xuyên             |
| Colombia              | Laura Osorio               | 22   | Medellín               |
| Quần đảo Cook         | Reihana Koteka-Wiki        | 26   | Rarotonga              |
| Croatia               | Ivana Mudnić Dujmina       | 17   | Dubrovnik              |
| Curaçao               | Nazira Colastica           | 18   | Willemstad             |
| Síp                   | Andriánna Fiakká           | 19   | Nicosia                |
| Cộng hòa Séc          | Kateřina Kasanová          | 19   | Prague                 |
| Đan Mạch              | Tara Jensen                | 18   | Hvidovre               |
| Cộng hòa Dominican    | Denise Romero              | 24   | Higüey                 |
| Ecuador               | Nicol Ocles                | 21   | Pimampiro              |
| Ai Cập                | Mony Helal                 | 26   | Cairo                  |
| El Salvador           | Metzi Solano               | 27   | Santa Ana              |
| Anh                   | Alisha Cowie               | 19   | Newcastle              |
| Guinea Xích Đạo       | Silvia Adjomo Ndong        | 20   | Malabo                 |
| Ethiopia              | Soliyana Abayneh           | 22   | Addis Ababa            |
| Phần Lan              | Jenny Lappalainen          | 23   | Helsinki               |
| Pháp                  | Maëva Coucke               | 24   | Ferques                |
| Gruzia                | Nia Tsivtsivadze           | 24   | Tbilisi                |
| Đức                   | Christine Keller           | 24   | Düsseldorf             |
| Ghana                 | Nana Ama Benson            | 23   | Accra                  |
| Gibraltar             | Star Farrugia              | 22   | Gibraltar              |
| Hy Lạp                | Maria Lepida               | 20   | Patras                 |
| Guadeloupe            | Morgane Thérésine          | 22   | Le Gosier              |
| Guam                  | Gianna Sgambelluri         | 18   | Hagåtña                |
| Guatemala             | Elizabeth Gramajo          | 22   | Thành phố Guatemala    |
| Guiné-Bissau          | Rubiato Nhamajo            | 23   | Bafatá                 |
| Guyana                | Ambika Ramraj              | 19   | Georgetown             |
| Haiti                 | Stephie Morency            | 26   | Port-au-Prince         |
| Hồng Kông             | Vương Vịnh Hành            | 25   | Cửu Long               |
| Honduras              | Dayana Sabillón            | 23   | Siguatepeque           |
| Hungary               | Andrea Szarvas             | 20   | Vésztő                 |
| Iceland               | Erla Ólafsdóttir           | 24   | Reykjavík              |
| Ấn Độ                 | Anukreethy Vas             | 19   | Tiruchirappalli        |
| Indonesia             | Alya Nurshabrina           | 22   | Bandung                |
| Ireland               | Aoife O'Sullivan           | 23   | Bandon                 |
| Ý                     | Nunzia Amato               | 21   | Naples                 |
| Jamaica               | Kadijah Robinson           | 23   | Saint Elizabeth        |
| Nhật Bản              | Kanako Date                | 21   | Tokyo                  |
| Kazakhstan            | Ekaterina Dvoretskaya      | 20   | Atyrau                 |
| Kenya                 | Finali Galaiya             | 24   | Nairobi                |
| Hàn Quốc              | Bo Ah Cho                  | 25   | Seoul                  |
| Lào                   | Kadoumphet Xaiyavong       | 21   | Viêng Chăn             |
| Latvia                | Daniela Gods-Romanovska    | 21   | Riga                   |
| Liban                 | Mira Al-Toufaily           | 26   | Beirut                 |
| Lesotho               | Rethabile Thaathaa         | 21   | Maseru                 |
| Luxembourg            | Cassandra Lopes Monteiro   | 18   | Thành phố Luxembourg   |
| Madagascar            | Miantsa Randriambelonoro   | 20   | Antananarivo           |
| Malaysia              | Larissa Ping Liew          | 19   | Lutong                 |
| Malta                 | Maria Ellul                | 24   | Valletta               |
| Martinique            | Larissa Segarel            | 20   | Fort-de-France         |
| Mauritius             | Murielle Ravina            | 22   | Port Louis             |
| México                | Vanessa Ponce              | 26   | Thành phố México       |
| Moldova               | Tamara Zareţcaia           | 21   | Chișinău               |
| Mông Cổ               | Erdenebaatar Enkhriimaa    | 21   | Ulaanbaatar            |
| Montenegro            | Natalija Glušcević         | 18   | Podgorica              |
| Myanmar               | Han Thi                    | 21   | Yangon                 |
| Nepal                 | Shrinkhala Khatiwada       | 23   | Hetauda                |
| Hà Lan                | Leonie Hesselink           | 26   | Amsterdam              |
| New Zealand           | Jessica Tyson              | 25   | Auckland               |
| Nicaragua             | Yoselin Gómez Reyes        | 23   | Boaco                  |
| Nigeria               | Anita Ukah                 | 23   | Owerri                 |
| Bắc Ireland           | Katharine Walker           | 23   | Belfast                |
| Na Uy                 | Madelen Michelsen          | 19   | Oslo                   |
| Panamá                | Solaris Barba              | 19   | Thành phố Panama       |
| Paraguay              | Maquenna Gaiarín           | 22   | Asunción               |
| Peru                  | Clarisse Uribe             | 22   | Chincha Alta           |
| Philippines           | Katarina Rodriguez         | 26   | Davao City             |
| Ba Lan                | Agata Biernat              | 28   | Zduńska Wola           |
| Bồ Đào Nha            | Carla Rodrigues            | 25   | Lisboa                 |
| Puerto Rico           | Dayanara Martínez          | 25   | Canóvanas              |
| Nga                   | Natalya Stroeva            | 19   | Yakutsk                |
| Rwanda                | Liliane Iradukunda         | 19   | Western Province       |
| Scotland              | Linzi McLelland            | 24   | East Kilbride          |
| Sénégal               | Aïssatou Filly             | 22   | Dakar                  |
| Serbia                | Ivana Trišić               | 24   | Belgrade               |
| Sierra Leone          | Sarah Laura Tucker         | 24   | Bonthe                 |
| Singapore             | Vanessa Peh                | 23   | Singapore              |
| Slovakia              | Dominika Grecová           | 20   | Bratislava             |
| Slovenia              | Lara Kalanj                | 18   | Ljubljana              |
| Nam Phi               | Thulisa Keyi               | 26   | East London            |
| Nam Sudan             | Florence Thompson          | 19   | Juba                   |
| Tây Ban Nha           | Amaia Izar                 | 21   | Agoitz                 |
| Sri Lanka             | Nadia Gyi                  | 18   | Colombo                |
| Tanzania              | Queen Elizabeth Makune     | 22   | Dar es Salaam          |
| Thái Lan              | Nicolene Pichapa Limsnukan | 20   | Băng Cốc               |
| Trinidad & Tobago     | Ysabel Bisnath             | 26   | Port of Spain          |
| Thổ Nhĩ Kỳ            | Sevval Sahin               | 19   | Istanbul               |
| Uganda                | Quiin Abenakyo             | 22   | Mayuge                 |
| Ukraina               | Leonila Guz                | 19   | Kherson                |
| Hoa Kỳ                | Marisa Butler              | 24   | Standish               |
| Venezuela             | Veruska Ljubisavljević     | 27   | Caracas                |
| Việt Nam              | Trần Tiểu Vy               | 18   | Quảng Nam              |
| Wales                 | Bethany Harris             | 20   | Newport                |
| Zambia                | Musa Kalaluka              | 20   | Lusaka                 |
| Zimbabwe              | Belinda Potts              | 21   | Harare                 |

## Chú ý

### Trở lại
- Lần cuối tham gia vào năm 2014:
  -  Barbados
  -  Luxembourg
  -  Martinique
- Lần cuối tham gia vào năm 2016:
  -  Belarus
  -  Cộng hòa Séc
  -  Guinea Bissau
  -  Haiti
  -  Latvia
  -  Malaysia
  -  Puerto Rico
  -  Sierra Leone
  -  Uganda

### Bỏ cuộc
- Cabo Verde
- Bờ Biển Ngà
- Fiji
- Guinea
- Hồng Kông
- Israel
- Liberia
- Ma Cao
- Romania
- Seychelles
- Thụy Điển
- Uruguay

### Chỉ định
- Albania – Nikita Preka được Vera Grabocka chỉ định làm "Hoa hậu Thế giới Albania 2018" sau khi cô được tái bổ nhiệm làm người nắm giữ quyền tổ chức Hoa hậu Thế giới ở Albania.
- Belize – Jalyssa Arthurs được chỉ định là "Hoa hậu Thế giới Belize 2018" sau một buổi lễ kín diễn ra bởi Michael Arnold, giám đốc quốc gia của Hoa hậu Thế giới tại Belize.
- Ai Cập – Mony Helal được Youseff Sphai chỉ định làm đại diện cho Ai Cập sau khi anh được tái bổ nhiệm làm người nắm quyền tổ chức Hoa hậu Thế giới ở Ai Cập.
- El Salvador – Metzi Solano được chỉ định làm "Hoa hậu Thế giới El Salvador 2018" sau khi Carlos Jimenez mua lại quyền thương hiệu Hoa hậu Thế giới ở El Salvador. Metsi trước đây là Hoa hậu Siêu quốc gia El Salvador 2013 và Hoa hậu Liên lục địa El Salvador 2017.
- Phần Lan – Jenny Lappalainen được chỉ định là "Hoa hậu Thế giới Phần Lan 2018" bởi giám đốc quốc gia của cuộc thi Hoa hậu Suomi. Lappalainen đăng quang Á hậu 2 cuộc thi Hoa hậu Suomi 2018.
- Guinea-Bissau – Rubiato Nhamajo được chỉ định làm đại diện cho Guinea-Bissau, trước đây cô là Hoa hậu Guinea-Bissau 2014.
- Iceland – Erla Ólafsdóttir được chỉ định làm đại diện cho Iceland bởi Björn Leifsson, giám đốc quốc gia của Hoa hậu Thế giới tại Iceland sau khi không có cuộc thi quốc gia nào được tổ chức.
- Latvia – Daniela Gods-Romanovska được chỉ định tham gia cuộc thi bởi Julia Djadenko-Muggler và Kristina Djadenko, giám đốc quốc gia của Hoa hậu Thế giới tại Latvia.
- Liban – Mira Al-Toufaily được chỉ định làm đại diện tại cuộc thi. Cô là Á hậu 1 trong cuộc thi Hoa hậu Liban 2018.
- Hoa Kỳ – Marisa Butler được chỉ định tham gia cuộc thi sau quá trình lựa chọn phỏng vấn qua video do Michael Blakey tổ chức, sau khi anh được chỉ định là người nắm quyền mới cho Hoa hậu Thế giới tại Hoa Kỳ do hạn chế về thời gian tổ chức cuộc thi.

### Thay thế
- Áo – Izabela Ion được trao danh hiệu Hoa hậu Áo 2018 sau khi người chiến thắng ban đầu Daniela Zivkov bị Jörg Rigger, giám đốc quốc gia mới của cuộc thi Hoa hậu Áo, tước vương miện vì vi phạm các điều khoản và điều kiện được quy định trong hợp đồng của cô. Ion đoạt ngôi vị Á hậu 1 tại cuộc thi.
- Đan Mạch – Tara Jensen được trao vương miện Hoa hậu Đan Mạch 2018 bởi Lisa Lents, giám đốc quốc gia của cuộc thi Hoa hậu Đan Mạch sau khi người chiến thắng ban đầu Louise Sander Henriksen từ chức vì lý do cá nhân. Jensen là Á hậu 1 cuộc thi Hoa hậu Đan Mạch 2018.
- Luxembourg – Cassandra Lopes Monteiro được chỉ định tham gia cuộc thi thay thế Kelly Nilles, Hoa hậu Luxembourg 2018 bởi Hervé Lancelin, chủ tịch cuộc thi Hoa hậu Luxembourg, vì xung đột lịch trình giữa cuộc thi Hoa hậu Thế giới 2018 và Hoa hậu Luxembourg 2019. Monteiro là Á hậu 3 của cuộc thi Hoa hậu Luxembourg 2018.
- Peru – Larisse Uribe được trao vương miện Hoa hậu Thế giới Peru 2018 bởi Tito Paz, giám đốc quốc gia của cuộc thi Hoa hậu Thế giới Peru, sau khi người chiến thắng ban đầu Estefany Mauricci bị tước vương miện vì không có bằng cấp chuyên nghiệp được công nhận, đây là một trong những điều kiện tiên quyết để tham gia cuộc thi quốc gia. Uribe đại diện cho bộ phận của Chincha và là người đầu tiên lọt vào vòng chung kết của cuộc thi.
- Nga – Natalya Stroeva được chỉ định làm Hoa hậu Thế giới Nga 2018 bởi Larisa Tikhonova, giám đốc quốc gia của cuộc thi Hoa hậu Nga sau khi Tổ chức Hoa hậu Nga đưa ra quyết định gửi Yulia Polyachikhina, người chiến thắng ban đầu của cuộc thi Hoa hậu Nga 2018 chỉ tham gia Hoa hậu Hoàn vũ 2018 để tránh xung đột lịch trình giữa hai cuộc thi. Stroeva là Á hậu 2 tại cuộc thi.